# Chthoneis boliviensis
Chthoneis boliviensis es un coleóptero de la familia Chrysomelidae.
Fue descrita científicamente en 1925 por Bowditch.